# Cross Vegas 2014
De 8e editie van de Cross Vegas in Las Vegas werd gehouden op 10 september 2014. De editie werd gewonnen door de Belg Sven Nys, net als het voorgaande jaar.

## Mannen elite

### Uitslag
| Plaats  | Naam                | Ploeg                              | Tijd     |
| ------- | ------------------- | ---------------------------------- | -------- |
| Winnaar | Sven Nys            | Crelan-AA Drink                    | 1u03'17" |
| 2       | Lars van der Haar   | Giant-Shimano DT                   | + 4"     |
| 3       | Jeremy Powers       | Aspire Racing                      | + 12"    |
| 4       | Quinten Hermans     | Telenet-Fidea                      | + 17"    |
| 5       | Sven Vanthourenhout | Crelan-AA Drink                    | + 19"    |
| 6       | Daan Soete          | Telenet-Fidea                      | + 30"    |
| 7       | Allen Krughhoff     | Noosa Professional Cyclocross Team | + 34"    |
| 8       | Shawn Milne         | Boulder Cycle Sport/ Yoga Glo      | + 36"    |
| 9       | Ben Berden          | Raleigh Clement                    | z.t.     |
| 10      | Cameron Dodge       | PURE ENERGY / SCOTT BICYCLES       | + 36"    |